# تابستانی پر از خوشبختی
تابستانی پر از خوشبختی (سوئدی: Hon dansade en sommar - She danced for a summer) فیلمی سوئدی به کارگردانی ارنه ماتسون است که در سال ۱۹۵۱ منتشر شد. این فیلم اولین فیلم سوئدی بود که در جشنواره بین‌المللی فیلم برلین برندهٔ خرس طلایی شد. این کار همچنین در جشنواره فیلم کن ۱۹۵۲ نامزد دریافت نخل طلایی شد. امروزه این فیلم بیشتر برای صحنه‌های برهنگی مشهور است که در زمان خودش باعث جنجال بسیار شد و همراه با تابستان با مونیکای اینگمار برگمان تصویر «رابطهٔ جنسی آزاد» سوئدی را در دنیا پراکند.